# Джон, Дэвид
Дэ́вид Джон (англ. David John; род. 24 ноября 1984, Бридженд, Уэльс) — валлийский профессиональный снукерист.

## Биография и карьера
Начал играть в бильярд в 9 лет; в 13 стал участвовать в местных юниорских соревнованиях по снукеру. В своё время Дэвид Джон считался одним из самых перспективных юных игроков — он в довольно раннем возрасте начал выигрывать различные крупные любительские турниры. Несмотря на то, что он до сих пор не побеждал в национальном чемпионате, в 2002 он стал финалистом чемпионата мира среди игроков до 21 года (в решающем матче проиграл Дин Цзюньхуэю, 9:11). Также Джон два раза подряд (с 2002 по 2003) становился чемпионом Европы (он стал первым снукеристом, сумевшим защитить титул на этом турнире). На сезон 2002/03 ему предоставили уайлд-кард на выступление в мэйн-туре, однако он не показал хороших результатов и закончил сезон с очень низким рейтингом (№ 111). После этого он выбыл из тура и более не играл на профессиональных соревнованиях.
Высший брейк Дэвида — 147 очков — был сделан на Golden Waistcoat 2002.